# Jun'ichirō Tanizaki
Jun'ichirō Tanizaki (谷崎 潤一郎, Tanizaki Jun'ichirō) (Nihonbashi, 24 de Julho de 1886 – Yugawara, 30 de Julho de 1965) foi um escritor japonês e um dos maiores autores da literatura japonesa moderna.
Com influências de Edgar Allan Poe, o autor começou a escrever muito cedo. A Tanbiha, escola da qual participou, valorizava a “arte e beleza acima de tudo”, contra o objetivismo da época. Algumas de suas obras possuem forte caráter sexual e erótico. Outras mostram as sutilezas dos dramas familiares em comparação com as rápidas mudanças na sociedade japonesa no século XX. É costume ler em seus livros uma busca por uma identidade cultural na qual as culturas ocidental e oriental são justapostas.
Em 1964, foi indicado ao Nobel de Literatura.

## Biografia
Tanizaki nasceu no distrito de Nihonbashi, em Tóquio, em 1886, em uma família próspera de mercadores. Seu tio era dono de uma gráfica, aberta antes por seu avô. Seus pais eram Gorō e Seki Tanizaki. Seu irmão mais velho, Kumakichi, morreu apenas três dias depois no nascimento, o que tornou Tanizaki o filho mais velho. Ele tinha mais três irmãos mais novos: Tokuzō, Seiji (também escritor) e Shūhei, e três irmãs mais novas, En, Ise e Sue.
Parte de sua infância foi contada em seu livro Childhood Years, como a destruição da casa da família no terremoto de 1894, em Tóquio, ao qual o autor atribuía seu pavor de tremores. A qualidade de vida da família caiu muito depois disso e quando ficou mais velho ele se viu forçado a trabalhar como tutor em uma casa de família.
Apesar dos problemas financeiros da famíliar, Tanizaki conseguiu completar seus estudos básicos, onde acabou conhecendo o poeta e dramaturgo Isamu Yoshii. Tanizaki ingressou no curso de literatura na Universidade Imperial de Tóquio em 1908, até ser forçado a largar os estudos em 1911 por não ter dinheiro para pagar as mensalidades.

## Carreira
Sua carreira literária começou em 1909. Seu primeiro trabalho foi uma peça de apenas um ato, publicada em uma revista literária que ele mesmo ajudou a fundar. Seu nome se tornaria conhecido com a publicação do conto Shisei ("O tatuador"), em 1910. No conto um tatuador desenha uma enorme aranha no corpo de uma jovem e logo em seguida ela se torna demoníaca, sedenta de poder, em um enredo onde o erotismo é combinado com sadomasoquismo. Tanizaki utilizou muito o estereótipo da femme fatale em vários de seus primeiros trabalhos, como em Kirin (1910), Shonen ("A criança", 1911), Himitsu ("O Segredo," 1911) e Akuma ("Demônio", 1912). Outros trabalhos publicados no período Taishō incluem Shindo (1916) e Oni no men (1916), e são praticamente autobiográficos.

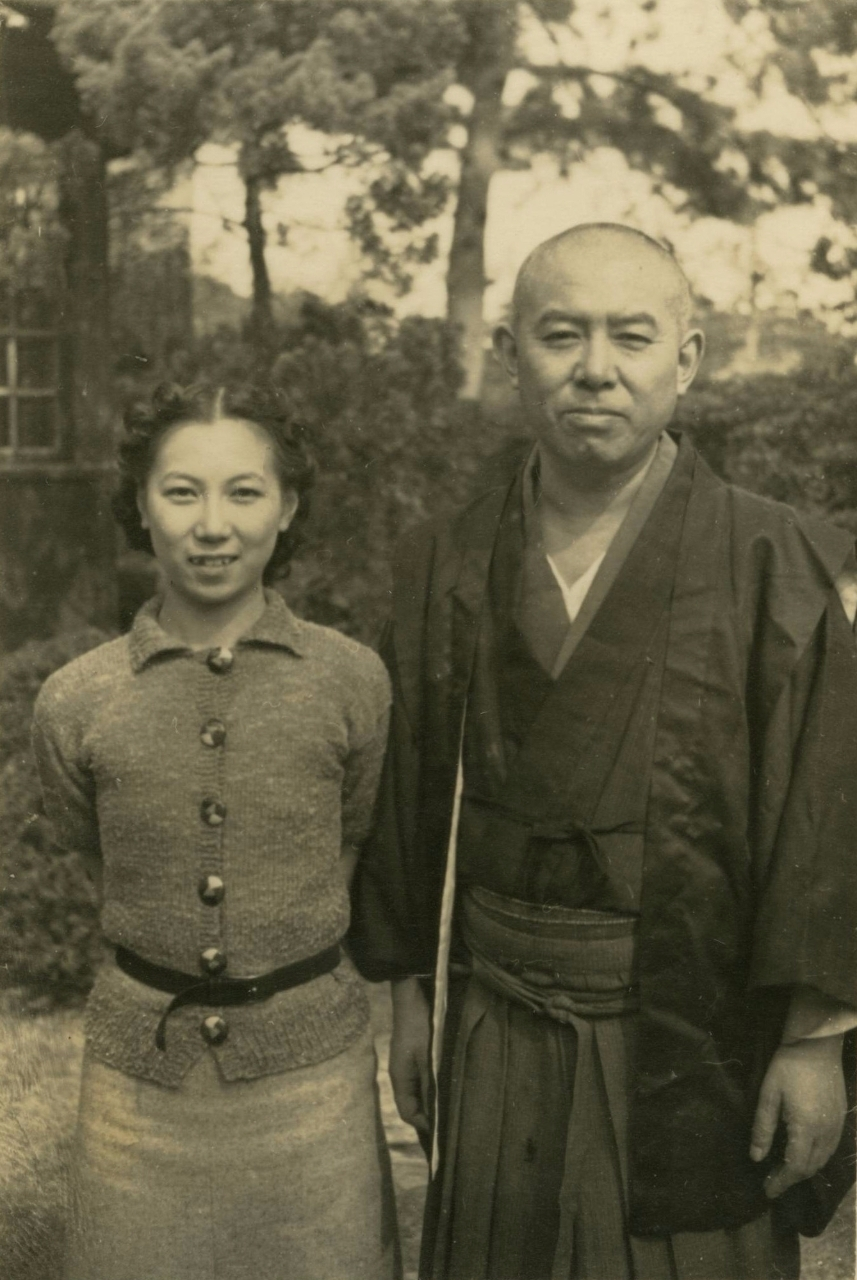
Jun'ichirō com sua filha mais velha Ayuko, em 1938.

Tanizaki casou-se com sua primeira esposa, Chiyo Ishikawa, em 1915, com quem teve uma filha, Ayuko, em 1916. Mas era um casamento infeliz e após um tempo, ele encorajou Chiyo a se relacionar com seu amigo, o escritor Haruo Satō. O estresse de tal situação foi refletido em seus trabalhos, como a peça Aisureba koso (Porque eu a amava, 1921) e no livro Kami to hito no aida (Entre homens e deuses, 1924). Tanizaki se casaria mais duas vezes depois de se separar de Chiyo. Com a terceira esposa, Matsuko Morita, ele teve uma segunda filha, Emiko.
Em 1918, Tanizaki viajou pela Coreia, na época dominada pelo Japão, pelo norte da China e pela Manchúria. Em seus primeiros anos, ele se apaixonou pelo Ocidente e por todas as coisas modernas. Em 1922, ele se mudou de Odawara, em Kanagawa, onde morava desde 1919, para Yokohama, onde o estilo ocidental era mais popular, principalmente na arquitetura, onde Tanizaki levou uma vida boêmia, fato que acabou refletido em suas obras do período.
Tanizaki teve uma breve carreira no cinema mudo, trabalhando como roteirista do estúdio Taikatsu. Era um apoiador do movimento que pedia por uma maior modernização do cinema japonês e foi essencial para tal movimento no país. Alguns de filmes roteirizados por Tanizaki foram Amateur Club (1922) e A Serpent's Lust (1923).
Sua reputação decolou em 1923. Tanizaki mudou-se para Quioto, em 1923, após o grande terremoto naquele mesmo ano, que destruiu sua casa em Yokohama. Tanizaki não se feriu pos estava em um ônibus no momento do tremor. A perda de prédios históricos e monumentos antigos fez com que muitos artistas da época, que valorizavam a cultura ocidental, a se voltar para a cultura japonesa, em especial a cultura da região de Kansai, onde ficam as cidades de Osaka, Kobe e Quioto.
Seu primeiro livro após o terremoto foi seu livro mais bem sucedido, Chijin no ai (Naomi, 1924-25), onde o autor explora classes sociais, obsessão seuxal e identidade cultural. Tanizaki fez outra viagem à China, em 1926, onde conheceu Guo Moruo, com quem se correspondeu por um longo tempo. De volta ao Japão, ele se mudou para Kove, em 1928.
Dentre suas principais obras estão Amor insensato (1924; Companhia das Letras, 2004), Voragem (1928; idem, 2001), Há quem prefira urtigas (1930; idem, 2003), A chave (1956; idem, 2000) e Diário de um velho louco (Estação Liberdade, 2002). É ainda autor do ensaio Elogio da Sombra. Tanizaki também traduziu para o japonês autores ocidentais, como Stendhal e Oscar Wilde.

## Pós-guerra

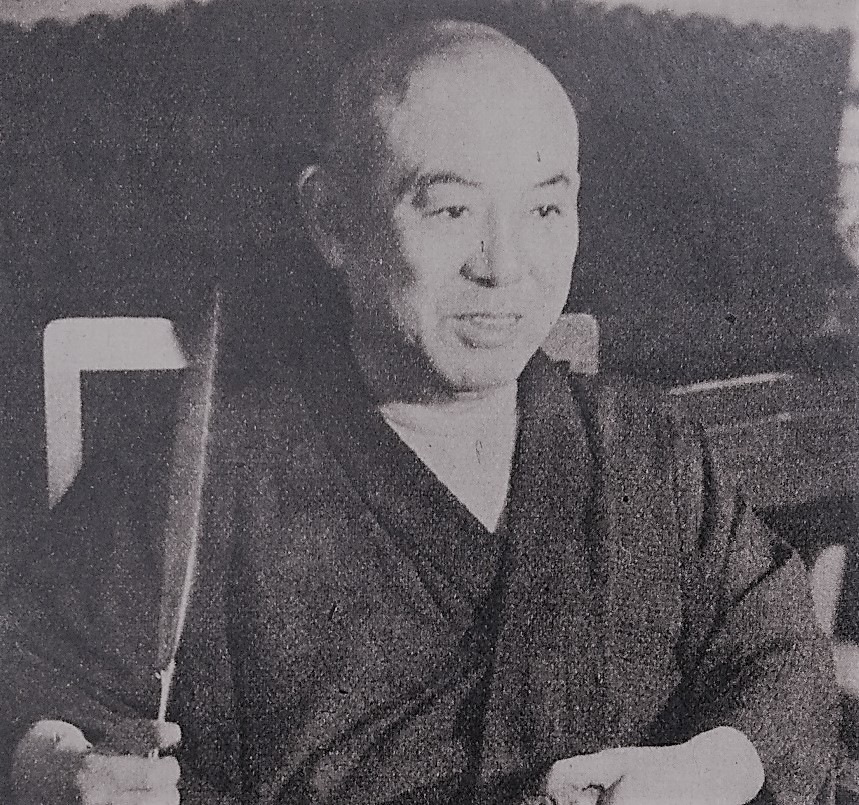
Jun'ichiro em 1948.

Após a Segunda Guerra Mundial, Tanizaki ganhou nova proeminência no meio literário em seu país ganhando vários prêmios nesse período. Ganhou ainda mais prestígio após ganhar o Prêmio Asahi, em 1949, e por ser agraciado com a Ordem da Cultura do governo japonês, em 1949. Em 1964, foi eleito membro honorário da American Academy of Arts and Letters, o primeiro escritor a japonês a ser homenageado pela academia.
Os personagens de Tanizaki são geralmente movidos por suas obsessões e desejos sexuais, como em um de seus últimos livros, Futen Rojin Nikki (Diário de um velho louco 1961–1962). Tanizaki deliberadamente estabeleceu suas ideias sobre a estética japonesa em contraste com as do Ocidente, que ele caracterizou em termos de uma obsessão implacável com o progresso. No entanto, ele escondeu cuidadosamente as verdadeiras origens de seu pensamento, que na verdade estavam na onda da "contracultura" europeia que varreu o Japão a partir da virada do século XX.

## Morte
Em 1958, Tanizaki sofreu uma paralisia da mão direita e foi hospitalizado devido à angina, em 1960. Tanizaki morreu em Yugawara, em 30 de Julho de 1965, aos 79 anos, após sofrer um infarto, um ano após ter sido eleito membro honorário da American Academy and Institute of Arts and Letters. Ele foi sepultado no templo Hōnen-in, em Quioto.

## Obras em língua portuguesa
- A confissão impudica;
- A mãe do capitão Shigemoto; O cortador de canas;
- Elogio da sombra;
- Uma gata, um homem e duas mulheres
- Amor insensato (1924; Companhia das Letras, 2004)
- Voragem (1928; Companhia das Letras, 2001)
- Há quem prefira urtigas (1930; Companhia das Letras, 2003)
- A chave (1956; Companhia das Letras, 2000)
- Diário de um velho louco (1961; Estação Liberdade, 2002)
- As irmãs Makioka (1943-1948; Estação Liberdade, 2005)